# Загірабад-е Астане
Загірабад-е Астане (перс. ظهيراباداستانه) — село в Ірані, у дегестані Астане, у Центральному бахші, шагрестані Шазанд остану Марказі. За даними перепису 2006 року, його населення становило 1001 особу, що проживали у складі 203 сімей.

## Клімат
Середня річна температура становить 10,49 °C, середня максимальна – 29,84 °C, а середня мінімальна – -12,10 °C. Середня річна кількість опадів – 279 мм.
| Клімат поселення                              | Клімат поселення | Клімат поселення | Клімат поселення | Клімат поселення | Клімат поселення | Клімат поселення | Клімат поселення | Клімат поселення | Клімат поселення | Клімат поселення | Клімат поселення | Клімат поселення | Клімат поселення |
| Показник                                      | Січ.             | Лют.             | Бер.             | Квіт.            | Трав.            | Черв.            | Лип.             | Серп.            | Вер.             | Жовт.            | Лист.            | Груд.            |                  |
| Середній максимум, °C                         | 4,88             | 6,96             | 11,13            | 17,71            | 22,90            | 27,88            | 29,69            | 29,84            | 24,88            | 18,56            | 11,76            | 6,37             |                  |
| Середня температура, °C                       | −3,59            | −1,53            | 2,65             | 9,22             | 14,42            | 19,41            | 23,72            | 23,87            | 18,92            | 12,59            | 5,80             | 0,40             |                  |
| Середній мінімум, °C                          | −12,1            | −10,01           | −5,85            | 0,73             | 5,93             | 10,92            | 17,75            | 17,91            | 12,95            | 6,62             | −0,17            | −5,57            |                  |
| Норма опадів, мм                              | 42               | 38               | 52               | 38               | 32               | 6                | 1                | 1                | 0                | 6                | 25               | 38               |                  |
| Середньомісячна швидкість вітру, м/с          | 1.22             | 2.16             | 2.92             | 2.96             | 2.68             | 2.28             | 2.20             | 2.33             | 2.17             | 1.96             | 1.84             | 1.27             |                  |
| Середньомісячна сонячна радіація, кДж/м²·день | 9516             | 12602            | 15140            | 18381            | 22326            | 27044            | 25916            | 24109            | 21367            | 15993            | 11207            | 9201             |                  |
| --------------------------------------------- | ---------------- | ---------------- | ---------------- | ---------------- | ---------------- | ---------------- | ---------------- | ---------------- | ---------------- | ---------------- | ---------------- | ---------------- | ---------------- |
| Джерело:                                      |                  |                  |                  |                  |                  |                  |                  |                  |                  |                  |                  |                  |                  |